# Begraafplaats van Blanc Four
De Begraafplaats van Blanc Four is een gemeentelijke begraafplaats in de Franse plaats Blanc Four, een gehucht in de gemeente Roncq in het Noorderdepartement. De begraafplaats ligt aan de Rue de Lille op 370 m ten zuidwesten van het centrum van Blanc Four (Sint-Rochuskerk). Ze heeft een onregelmatig grondplan en wordt grotendeels omgeven door een haag en heesters. Er zijn twee toegangen. De begraafplaats wordt door paden in regelmatige vakken verdeeld.
Vlak bij de hoofdingang staat een gedenkteken voor de gesneuvelde gemeentenaren uit beide wereldoorlogen.

## Britse oorlogsraven
Op de begraafplaats ligt een perk met 3 geïdentificeerde Britse gesneuvelden uit de Tweede Wereldoorlog. Deze zijn van majoor Roland F. Duncombe-Anderson en soldaat Edward S. Bailey, beiden van het East Surrey Regiment en William E. Reedman, onderofficier bij het Bedfordshire and Hertfordshire Regiment. Hun graven worden onderhouden door de Commonwealth War Graves Commission en staan er geregistreerd onder Roncq (Blanc-Four) Communal Cemetery.